# Kōsuke Kitajima
Kosuke Kitajima (北島 康介 Kitajima Kōsuke?) (Tokio, 22 de septiembre de 1982) es un nadador japonés de braza.

## Biografía
Hizo historia siendo el primer nadador en batir un récord mundial en los Juegos Asiáticos cuando batió en Busán en 2002 el récord de los 200 metros braza.
Dos años más tarde, en los Juegos Olímpicos de Atenas 2004 ganó la medalla de oro en los 100 y 200 metros braza.
En los Juegos Olímpicos de Pekín 2008 batió el récord del mundo en la final de los 100 metros braza y consiguió bajar de los 59 segundos por primera vez en la historia. También consiguió la medalla de oro en los 200 metros braza a pesar de no lograr un nuevo récord mundial.

## Palmarés
- Oro
  - 100 m braza – Campeonato Mundial de Natación de 2003 en Barcelona, España.
  - 200 m braza – Campeonato Mundial de Natación de 2003 en Barcelona, España.
  - 100 m braza – Juegos Olímpicos de Atenas 2004 en Atenas, Grecia.
  - 200 m braza – Juegos Olímpicos de Atenas 2004 en Atenas, Grecia.
  - 200 m braza – Campeonato Mundial de Natación de 2007 en Melbourne, Australia.
  - 100 m braza – Juegos Olímpicos de Pekín 2008 en Pekín, China.
  - 200 m braza – Juegos Olímpicos de Pekín 2008 en Pekín, China.

- Plata
  - 100 m braza – Campeonato Mundial de Natación de 2002 (piscina corta) en Moscú, Rusia.
  - 100 m braza – Campeonato Mundial de Natación de 2005 en Montreal, Canadá.
  - 100 m braza – Campeonato Mundial de Natación de 2007 en Melbourne, Australia.
  - 4 × 100 m relevos – Campeonato Mundial de Natación de 2007 en Melbourne, Australia.
  - 200 m braza – Campeonato Mundial de Natación de 2011 en Shanghái, China.
  - 4 × 100 m relevos – Juegos Olímpicos de Londres 2012 en Londres, Reino Unido.

- Bronce
  - 100 m braza – Campeonato Mundial de Natación de 2001 en Fukuoka, Japón.
  - 4 × 100 m relevos – Campeonato Mundial de Natación de 2003 en Barcelona, España.
  - 4 × 100 m relevos – Juegos Olímpicos de Atenas 2004 en Atenas, Grecia.
  - 50 m braza – Campeonato Mundial de Natación de 2005 en Montreal, Canadá.
  - 4 × 100 m estilos – Campeonato Mundial de Natación de 2005 en Montreal, Canadá.
  - 4 × 100 m estilos – Juegos Olímpicos de Pekín 2008 en Pekín, China.
  - 4 × 100 m relevos – Campeonato Mundial de Natación de 2013 en Barcelona, España.

## Marcas personales
- 100 m pecho: 58.91 Récord del Mundo (11 de agosto de 2008)
- 200 m pecho: 2:07.51 Récord del Mundo (8 de junio de 2008)